# Paulo Conrado do Carmo Sardin
Paulo Conrado do Carmo Sardin (født 18. juli 1991) er en brasiliansk fodboldspiller.
Han har spillet for flere forskellige klubber i sin karriere, herunder AC Nagano Parceiro.